# Eiland van Ubachsberg

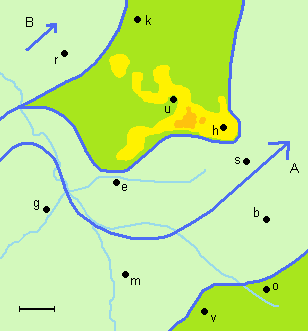
In oranje het Eiland van Ubachsberg inclusief de Vrouwenheide. Pijl A is de Oostmaas, pijl B de Westmaas. In lichtblauw de huidige beken en de letters voor de plaatsen Kunrade, Ransdaal, Ubachsberg, Huls, Simpelveld, Eys, Gulpen, Bocholtzerheide, Mechelen, Orsbach en Vijlen.

Het Eiland van Ubachsberg is een bijzonder aardkundig object in Nederlands Zuid-Limburg en is onderdeel van het Plateau van Ubachsberg. Het is een markant hooggelegen gebied in het heuvellandschap met als hoogste punt de Vrouwenheide. De Vrouwenheide is een geologisch monument en ligt tussen Ubachsberg en Huls.

## Geologie
Het eiland is gevormd door de ongeveer twee miljoen jaar geleden hier stromende Oostmaas (ten oosten van Ubachsberg) en de naar het noorden stromende Westmaas. De hoogte van Vrouwenheide vormde samen met het Eiland van Hallembaye en het Eiland van Banholt vanaf 2,2 tot 1,8 miljoen jaar geleden de noordelijke rivierdalwand van de Oostmaas. De Maas overstroomde tussen Margraten en Ubachsberg deze dalwand tijdens het jongste deel van het Tiglien (+1,7 miljoen jaar geleden) en op die manier ontstond het oudste dal van de Westmaas. Er bleef op het Eiland van Ubachsberg een laag (Oligoceen) zand achter samen met een dunne laag (Tertiair Kiezeloöliet) grind in de vorm van heuvelrestanten, de zogenaamde getuigenheuvels. De getuigenheuvels zijn bedekt met het Laagpakket van Waubach.